# Dryopoa dives
Dryopoa es un género monotípico de plantas herbáceas perteneciente a la familia de las poáceas. Su única especie: Dryopoa dives (F.Muell.) Vickery, es originaria del sudeste de Australia y Tasmania.

## Descripción
Es una planta perenne;. cespitosas con cañas de 115-500 cm de altura; herbácea ; no ramificada arriba; con 4-8 nodos. Nodos de culmos expuestos; glabros. Entrenudos huecos Vainas no carenadas, cilíndricas, estriadas. Láminas de las hojas linear-lanceoladas (y largo acuminadas); amplias para reducidas, de 7-18 (-24) mm de ancho, planas, sin nervadura transversal;. Persistente y con la lígula como una membrana; no truncada; de 6-18 (-20) mm de largo (estriado de pasta, cartilaginoso). Plantas bisexuales, con espiguillas bisexuales; con flores hermafroditas. Las espiguillas todos por igual en la sexualidad. Inflorescencia paniculada ; abierto (en sentido amplio piramidal, de 20-50 cm de largo, y de hasta 50 cm de ancho), con ramillas capilares (hacia las extremidades) . Inflorescencia con ejes terminando en espiguillas. 

## Taxonomía
Dryopoa dives fue descrita por (F.Muell.) Vickery y publicado en Contributions from the New South Wales National Herbarium 3: 196. 1963.
Etimología
Dryopoa: nombre genérico que proviene del griego, donde dryos significa "árbol" y poa, "hierba".
dives: epíteto
Sinonimia
- Festuca dives F.Muell.
- Glyceria dives (F. Muell.) F. Muell. ex Benth.
- Poa dives (F. Muell.) F. Muell.[2]
- Panicularia dives (F.Muell.) Kuntze[3][4]